# Lampranthus fugitans
Lampranthus fugitans är en isörtsväxtart som beskrevs av L. Bol. Lampranthus fugitans ingår i släktet Lampranthus och familjen isörtsväxter. Inga underarter finns listade i Catalogue of Life.